# Aeroportul Kabri Dar
Aeroportul Kabri Dar (IATA: ABK, ICAO: HAKD) este un aeroport din Etiopia ce deservește zona Kabri Dar.
Situat la o altitudine de 259 m, aeroportul dispune de o singură pistă.